# Porcentagem
Porcentagem (português brasileiro) ou percentagem (português europeu) (do latim per centum, significando "por cento", "a cada centena") é uma medida de razão com base 100 (cem). É um modo de expressar uma proporção ou uma relação entre 2 (dois) valores (um é a parte e o outro é o inteiro) a partir de uma fração cujo denominador é 100 (cem), ou seja, é dividir um número por 100 (cem). É muitas vezes denotado utilizando o símbolo de porcentagem "%".

## Significado
Dizer que algo (chamaremos de blusas) é "70%" de uma loja (lê-se: "as blusas são setenta por cento de uma loja"), significa dizer que blusas é equivalente a 70 elementos em um conjunto universo de 100 elementos (representando lojas, que pode ter qualquer valor), ou seja, que a razão é a divisão:
{\displaystyle {\frac {70}{100}}=0,7} para 1.
Ou seja, a 0,7ª parte de 1, onde esse 1 representando o valor inteiro da fração, no caso, "loja".
Em determinados casos, o valor máximo de uma percentagem é obrigatoriamente de 100%, tal qual ocorre na umidade relativa do ar. Em outros, contudo, o valor pode ultrapassar essa marca, como quando se refere a uma fração maior que o valor (500% de x é igual a 5 vezes x).

## Símbolo
Supõe-se que o símbolo "%" teria evoluído a partir da expressão matemática {\displaystyle {\frac {x}{100}}.}
Porém, alguns documentos antigos sugerem que o % evoluiu a partir da escrita da expressão latina "per centum", sendo conhecido em seu formato atual desde meados do século XVII. Apesar do nome latino, a criação do conceito de representar valores em relação a uma centena é atribuída aos gregos.

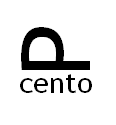
Símbolo no século XV
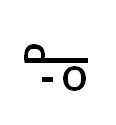
Símbolo no século XVII
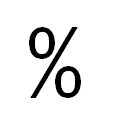
Símbolo a partir do século XVIII

Segundo o historiador David Eugene Smith, o símbolo seria originalmente escrito "per 100" ou "per c". Smith estudou um manuscrito anónimo de 1425, contendo um círculo por cima do "c". Com o tempo a palavra "per" acabaria por desaparecer e o "c" teria evoluído para um segundo círculo.

## Ponto percentual

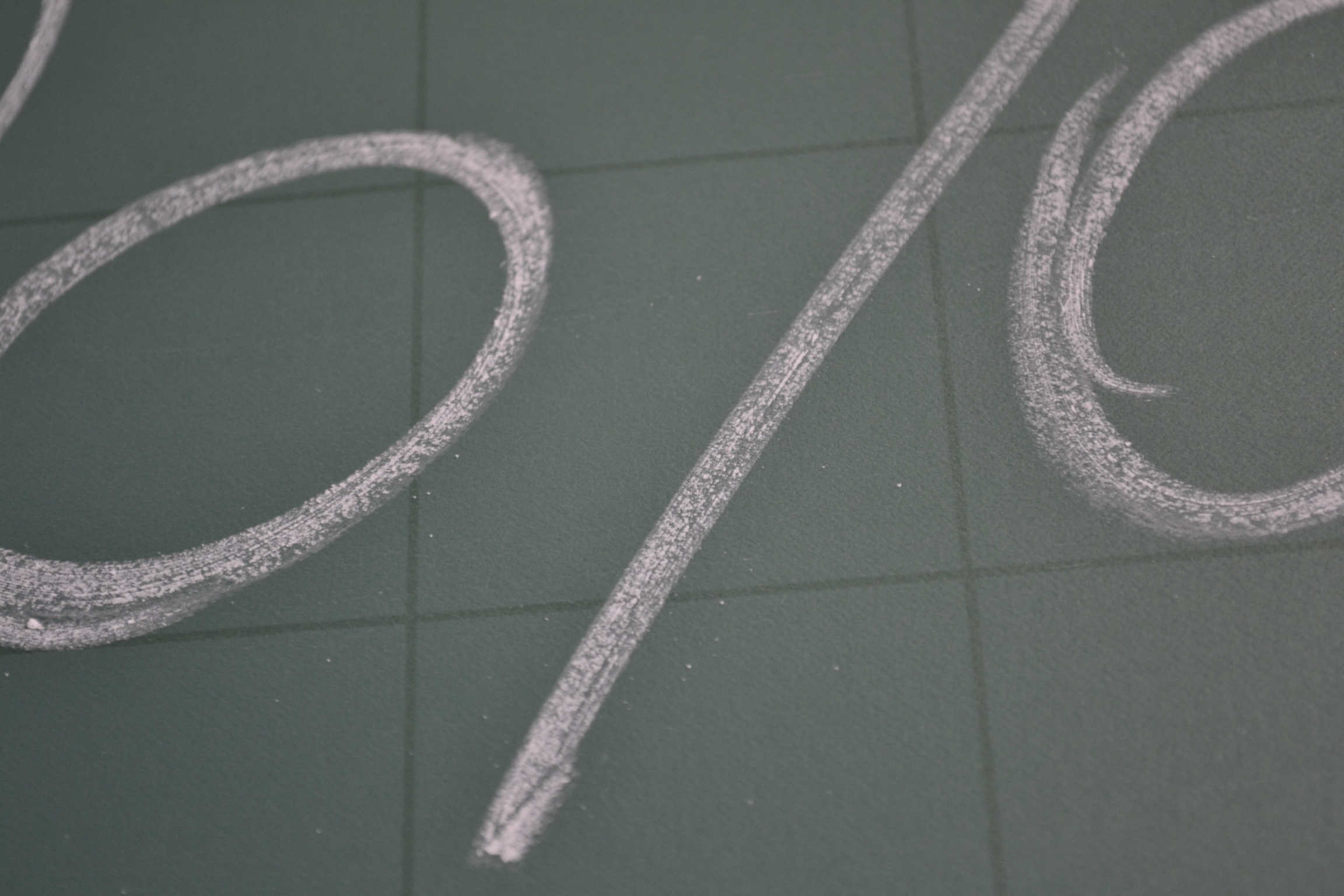

Ponto percentual (pp) é o nome da unidade na qual pode ser expressa o valor absoluto da diferença entre quaisquer pares de porcentagens.
Por exemplo: se uma determinada taxa de juros cair de 24% ao ano para 12% ao ano, pode-se dizer que houve redução de 50% 
 (valor inicial-valor final): valor inicial, mas não que houve redução de 12%. Dizer que houve uma redução de 12% implica que o valor final seja de 12% menor que o valor inicial, no nosso exemplo, a taxa final seria 21,12% ao invés de 12%.
O ponto percentual é uma unidade que pode expressar essa diferença; voltando ao nosso exemplo, é correto dizer que houve redução de 12 pp na tal taxa de juros.

## Como calcular porcentagens
Existem muitas formas de se calcular porcentagem. Podemos utilizar Regra de 3 ou multiplicando. Por exemplo:
Qual é o valor de 25% de 50?
100% representa o total, ou seja, 50. E 25% representa X. Fazendo a regra de três, temos:
X/25 = 50/100
100X = 50 • 25
100X = 1250
X = 1250/100
X = 12,5
Portanto, 25% de 50 é 12,5.
Outra maneira de se calcular é simplesmente pensar em porcentagem como uma fração de 100 que é calculada dividindo o numerador pelo denominador e multiplicando o resultado por 100.
Neste caso, a fórmula será:
Percentual = (Parte / Todo) x 100
Por exemplo: Se realizou 500 vendas em sua loja e já entregou 300 desses pedidos. Qual é o percentual de entrega?
Neste caso, temos:
=(300/500)*100
A resposta de 60% de pedidos já entregues.